# Општина Гароафа (Вранча)
Гароафа (рум. Garoafa) општина је у Румунији у округу Вранча.
Oпштина се налази на надморској висини од 56 m.